# Loi des Garanties
La loi des Garanties, de son intitulé complet loi des Garanties sur les prérogatives du Souverain pontife et du Saint-Siège et sur les relations de l'État avec l'Église est une loi italienne promulguée le 13 mai 1871 cherchant à résoudre la « question romaine », née de la disparition des États pontificaux survenue un an auparavant.
La loi accorde au pape un certain nombre d'avantages : l'inviolabilité de sa personne, son immunité de juridiction devant les tribunaux italiens, sa protection pénale contre les injures publiques, la liberté de correspondance ou encore de célébration du culte. Elle lui reconnaît également le droit aux honneurs souverains, ainsi que le droit de légation actif et passif, c'est-à-dire la capacité d'envoyer et de recevoir des ambassadeurs reconnus comme tels, et jouissant à ce titre de l'immunité diplomatique. Elle lui octroie aussi une rente de 3,225 millions de lires. Enfin, elle lui donne la jouissance des palais du Vatican, du Latran et de Castel Gandolfo.
De par la nature du texte législatif, l'Italie considère qu'il s'agit ici de ses affaires intérieures : c'est une loi, donc un acte unilatéral, et non un traité négocié d'égal à égal avec une puissance étrangère. En conséquence, l'État italien ne reconnait au pape aucune souveraineté sur les territoires qu'il occupe. De ce fait, le Vatican ne bénéficie d'aucun statut d'extraterritorialité au regard de la loi italienne : les tribunaux nationaux sont déclarés compétents pour les délits qui y seraient commis, y compris dans la basilique Saint-Pierre, à qui la jurisprudence récuse tout droit d'asile.
Aux termes de la loi, le pape se trouve donc dans une situation inédite et ambiguë, que le juriste Joël-Benoît d'Onorio rapproche de celui d'un protectorat colonial. Le 15 mai, Pie IX refuse la loi des Garanties par l'encyclique Ubi nos et se considère comme « prisonnier au Vatican ». La question romaine ne sera définitivement réglée que 58 ans plus tard par les accords du Latran (11 février 1929).